# Anton Vereš
Anton Vereš, slovenski častnik in veteran vojne za Slovenijo.

## Vojaška kariera
- načelnik zalednega oddelka RŠTO (1991)

## Odlikovanja in priznanja
- zlata medalja generala Maistra z meči (31. januar 1992)
- bronasta medalja Slovenske vojske (24. oktober 2001)
- spominski znak Borovnica
- spominski znak Obranili domovino 1991
- spominski znak Premiki 1991 (23. september 1997)
- spominski znak Republiška koordinacija 1991[2]